# Alexeni, Iași
Alexeni este un sat în comuna Țibana din județul Iași, Moldova, România.